# Coleophora tolli
Coleophora tolli é uma espécie de mariposa do gênero Coleophora pertencente à família Coleophoridae.